# Фатула Михайло Іванович
Михайло Іванович Фатула (15 вересня 1932 р. c.Вовкове́, Ужгородського району, Закарпатської обл. - 31 березня 2024 р. м.Ужгород) - відомий вчений і лікар-кардіолог, заслужений лікар України, доктор медичних наук, професор УжНУ. Академік АН ВШ України з 2011р. за відділенням фундаментальних проблем медицини.

## Біографія та життєпис
Народився 15.09.1932 р. у c.Вовкове́ (Вōвково́ї) Ужгородського району, Закарпатська обл. У 1949 році закінчив середню школу у селищі Середнє та поступив на медичний факультет Ужгородського державнгого університету, який успішно закінчив у 1955 році (нині— ДВНЗ «Ужгородський національний університет»). З 1955 по 1958р. працював завідувачем сільської дільничної лікарні, з 1958 по 1967р.— завідувачем терапевтичного відділення Хустської районної лікарні на Закарпатті. З 26.04.1967р. по 31.07.2021р.— в Ужгородському національному університеті: асистент, доцент, професор, з 1979 р. по 2000 р. очолював кафедру факультетської терапії медичного факультету.
Кандидатську дисертацію захистив у 1968р. (тема «Некоторые особенности течения артериальной гипертензии среди сельского населения Хустского района Закарпатской области»), докторську— у 1990р. (тема докторської дисертації «Гипертоническая болезнь и поваренная соль (25- летнее клинико-проспективное наблюдение»).
Основні наукові праці присвячені вивченню захворювань серцевосудинної системи. Є ініціатором досліджень «сольової» артеріальної гіпертензії у людей. Обґрунтував наявність карпатського регіону із високою захворюваністю на артеріальну гіпертензію при надходженні в організм людей надлишкової кількості хлориду натрію. (Особливість даного регіону— наявність великого родовища кам'яної солі.) У подальшому вивчав серцевосудинні захворювання серед організованих колективів— машинобудівельний, механічний заводи, соледобувні шахти Закарпаття. Ряд досліджень проведено з вивчення дії на організм людини окремих лікарських трав.
Автор (співавтор) більше 250 наукових праць, які опубліковані у вітчизняних та міжнародних медичних виданнях, в тому числі трьох монографій, 15 авторських свідоцтв та винаходів, двох ліцензій на лікування хворих, чотирьох навчально-методичних посібників, затверджених Міністерством освіти і науки України, ряду методичних рекомендацій. Підготував п'ятьох кандидатів, був консультантом однієї докторської дисертації. Член спеціалізованої вченої ради по захисту кандидатських та докторських дисертацій. 
Був учасником ліквідації наслідків аварії на Чорнобильській АЕС (із липня по вересень 1986 року), працював у Поліському, надаючи висококваліфіковану медичну допомогу жителям постраждалих міст і сіл. Власну лікарську практику у ті тривожні для усього людства дні Михайло Іванович описав у своїй книзі «Чорнобильський щоденник», яку він присвятив усім лікарям-учасникам ліквідації наслідків аварії на Чорнобильській АЕС.
Михайло Іванович Фатула - фундатор відомої медичної династії. Лікарями стали його донька Ірина – кардіолог Ужгородської міської лікарні, син Юрій – лікар-хірург вищої категорії, завідувач хірургічним відділенням Ужгородської міської лікарні. Успішну хірургічну практику, яка включає застосування новітніх методів лікування, упродовж багатьох років Юрій Михайлович успішно поєднує з викладацькою діяльністю на факультеті післядипломної освіти УжНУ, навчаючи лікарів-інтернів і курсантів. Дитячим кардіологом працювала невістка Михайла Івановича Фатули  Єлизавета, лікарями стали онука Анна та її чоловік Валерій, .   
Нагороджений урядовими нагородами: орденом Леніна (1976), медалями «За доблесний труд» (1970), «Ветеран праці» (2003), «За розвиток регіону» (2004). Заслужений лікар України (1985). Лауреат Нагороди Ярослава Мудрого АН ВШ України (2022). Обирався депутатом Ужгородської міської ради у період 1985—1990 р.р.

## Бібліоінформація
- Електронний репозитарій ДВНЗ "УжНУ". Наукова бібліотека УжНУ, Вісники та науково-технічні збірники, журнали. Науковий вісник УжНУ Серія: Медицина. Випуск 1 (46) - 2013

Академіку Академії вищої школи України, доктору медичних наук, заслуженому лікарю України, професорові кафедри факультетської терапії медичного факультету Ужгородського національного університету Михайлу Фатулі – 80
- Довідник Академії Наук Вищої Школи України  (містить інформацію про дійсних членів (академіків) та  почесних академіків  АН Вищої школи України станом на кінець 2022 р.).